# 클레멘스 옐레
클레멘스 옐레(독일어: Clemens Jehle, 1958년 8월 16일~)는 스위스의 전직 유도 선수이다. 1984년 하계 올림픽과 1988년 하계 올림픽에 참가했으며 유럽 선수권 대회에서 은메달 4개, 동메달 4개를 획득했다.